# 納爾班特鄉
45°03′N 28°37′E / 45.050°N 28.617°E
納爾班特鄉（羅馬尼亞語：Comuna Nalbant, Tulcea），是羅馬尼亞的鄉份，位於該國東南部，由圖爾恰縣負責管轄，面積119平方公里，海拔高度68米，2002年人口2,814，人口密度每平方公里24人。